# Regina Cedeño
Regina Cedeño González (Guadalajara, Jalisco, 16 de febrero de 2004) es una actriz mexicana. 

## Carrera
Es reconocida por interpretar a Susana en la serie de Amazon Prime Nadie nos va a extrañar y a Ana Lau en la serie de Netflix El Niñero.
Tiene una nominación a los premios Las Diosas de Plata en la categoría de Revelación Femenina por su actuación en la película Allá, Cartas al Corazón.

## Distinciones
- Nominación (Diosa de Plata Silvia Pinal Revelación Femenina)
- Reconocimiento como Actriz Revelación (FET Galerías)
- Nominación a Mejor Actriz de Reparto (Broadway World Awards)